# 神護景雲
神護景雲（767年八月十六—770年十月初一）是奈良時代稱德天皇、光仁天皇之年號。

## 改元
- 天平神护三年八月十六（767年9月13日）：改元神护景云。
- 神护景云四年十月初一（770年10月23日）：改元寶龜。

## 紀年
| 神護景雲 | 元年  | 二年  | 三年  | 四年  |
| 公元     | 767年 | 768年 | 769年 | 770年 |
| 干支     | 丁未  | 戊申  | 己酉  | 庚戌  |

## 參看
- 日本年號索引
- 同期存在的其他政权的紀年
  - 大曆（766年十一月—779年十二月）：唐朝唐代宗之年號
  - 大興（738年—794年）：渤海文王大欽茂之年號
  - 贊普鍾（752年—768年）：南詔領袖閣邏鳳之年號
  - 長壽（769年—779年）：南詔領袖閣邏鳳之年號